# Cecilie Skog
Cecilie Skog, född 9 augusti 1974 i Ålesund, Norge, är en norsk fjällklättrare, äventyrare och programledare (NRK) som är mest känd för sina turer till Mount Everest, Antarktis och Nordpolen. Hon var 2006 den enda kvinna som har nått toppen av det högsta berget på alla kontinenter (De sju topparna) och den första kvinna som gått til Nordpolen. Hon har även skrivit böckerna CECILIE SKOG og de tre polene samt CECILIE SKOG - Et friluftsliv
2008 var hon en del av ett större team där hon var en av de överlevande där 11 personer dog. Det är den dödligaste olyckan i K2s historia.
2011 gjorde Skog tillsammans med Rune Gjeldnes ett försök att bli de första i världen som har kunnat komma fram med kanot och på skidor till Nordpolen under sommaren. De startade från Cape Discovery i Kanada den 7 juni, men den 21 juni blev de tvungna att ge upp och vända åter till fastlandet.
Cecilie har ett förhållande med den norske äventyraren Aleksander Gamme. De träffades under inspelningen av programmet Drømmeturen, som under 2013 sänts på NRK, vilket gick ut på att hjälpa personer runt om i Norge (av vilka de flesta tidigare i livet varit med om olyckor eller hamnat snett) att komma ut på sin drömresa uti vildmarken. Tillsammans har paret en dotter, född 8 december 2014.